# Йосиф Йоганн Адам Ліхтенштейн
Йосиф Йоганн Адам фон Ліхтенштейн (нім. Josef Johann Adam von und zu Liechtenstein, 1690–1732) — єдиний син князя Антона Флоріана, що лишився в живих та успадкував від батька престол.

## Біографія
Йосип Йоганн Адам в ранньому віці проїхав через всю Італію, прямуючи до свого батька в Іспанію, де недовго служив в імператорській армії та брав участь у війні за іспанську спадщину. У складі армії герцога Мальборо воював проти французів.
З нагоди своєї коронації у 1712 році Карл VI Габсбург призначив Йосипа Йоганна Адама скарбником. Після укладення Утрехтського миру Йосип Йоганн повернувся до Відня та отримав призначення імператорським представником у моравському парламенті. У 1721 році Йосип Йоганн Адам був удостоєний ордена Золотого руна, ставши 661-м лицарем цього ордену.
З 1723 року був членом Таємної ради, а в 1729 році відкрив засідання княжого ради Сілезії як спеціальний уповноважений імператора. Незабаром після цього Йосип пішов з державної служби, щоб цілком присвятити себе управлінню родинними володіннями, благополучно врегулювавши питання спадкування.

## Родина
- 1 грудня 1712 року Йосип Йоганн Адам одружився зі своєю кузиною Габріеллою фон Ліхтенштейн (1692–1713), донькою князя Ганса Адама I. У цьому шлюбі народилася одна дитина, а дружина Йосипа померла в пологах. Юний князь Карл Антон (1713–1715) помер двома роками пізніше.
- 3 лютого 1716 року Йосип Йоганн одружився з графинею Маріанною фон Тун унд Гогенштейн (1698–1716), яка раптово померла через 20 днів після весілля.
- 3 серпня 1716 року князь одружився втретє з графинею Марією Ганною фон Еттінген-Шпільберг (1693–1729). У цьому шлюбі у Йосипа Йоганна Адама народилося троє дітей:
  - Йозеф Антон (1720–1723)
  - Марія Терезія (1721–1753)
  - Йоганн Непомук Карл (1724–1748)
- У 1729 році, після смерті Марії Анни, Йосип Іоган Адам одружився узяв шлюб з графинею Марією Ганною Коттулінскою (1707–1788). Дітей у цьому шлюбі не було.